# Небоскрёб Мэри-Экс
Башня Мэри-Экс, 30 или Сент-Мэри Экс 30 (англ. 30 St Mary Axe) — 40-этажный небоскрёб в Лондоне, конструкция которого выполнена в виде сетчатой оболочки с центральным опорным основанием. Примечателен открывающейся с него панорамой на город и необычным для центрального Лондона видом. Жители за зеленоватый оттенок стекла и характерную форму называют его «огурец», «корнишон» (англ. The Gherkin).
Находится в центре Лондона. Является лондонской штаб-квартирой компании Swiss Re. Первым претендует на звание экологического небоскрёба. Нижние этажи здания открыты для всех посетителей. На верхних этажах находится много ресторанов.

## История

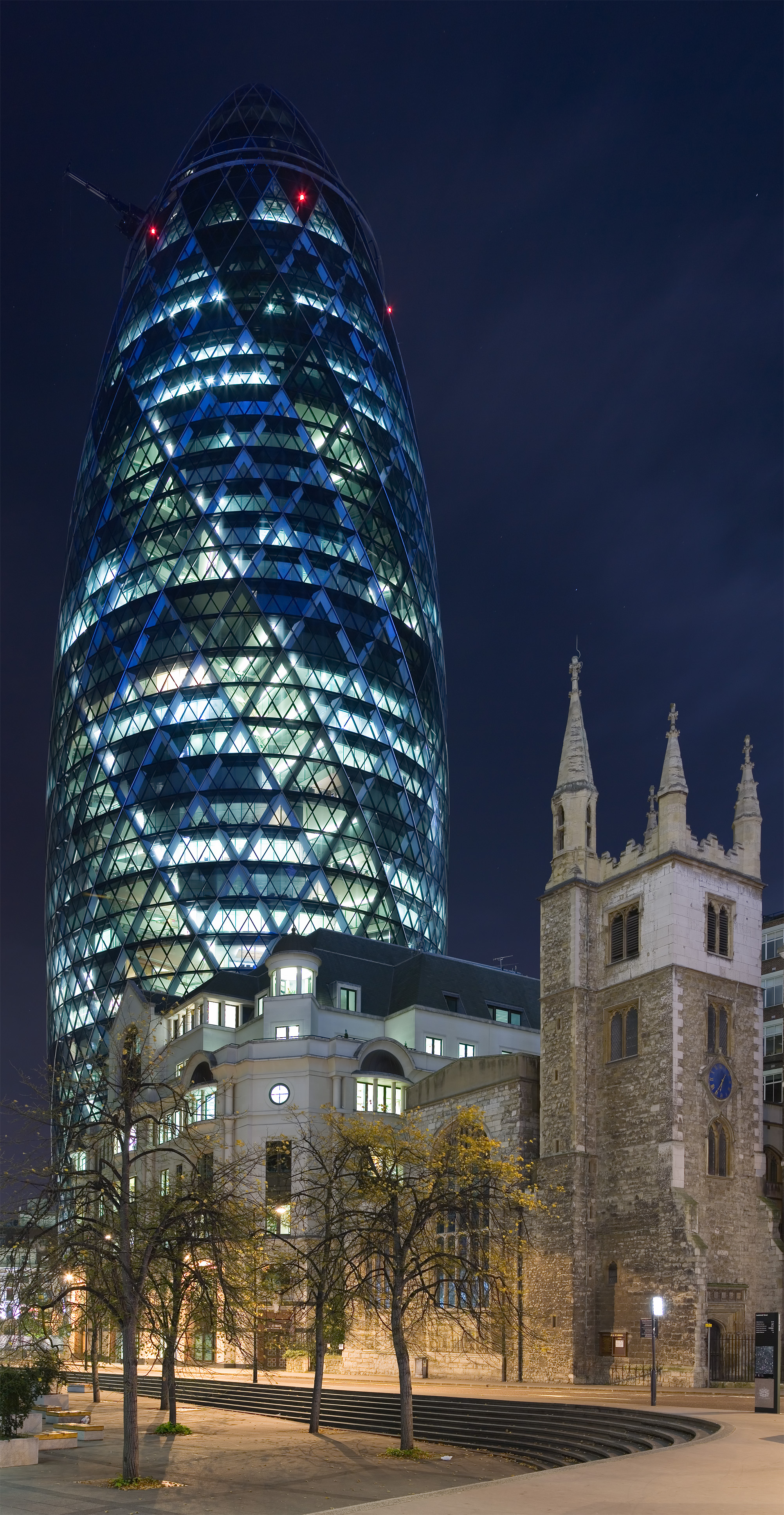
Башня в 2006 году

Небоскрёб расположен на улице Сент-Мэри Экс, которая находится на территории прихода с 1561 года не существующей церкви Св. Марии, Св. Урсулы и её 11 000 дев, от которой происходит первая часть названия улицы (St Mary), и соседней таверны, на вывеске которой был изображён топор, давший вторую часть наименованию (Axe).
Здание было построено в 2001—2004 годах по проекту знаменитого архитектора Нормана Фостера на месте Балтийской биржи, повреждённой в результате теракта 1992 года Ирландской республиканской армии. Стоимость на момент строительства — 138 млн фунтов (плюс 90 млн фунтов стоимость земли).
Фостер хотел использовать солнечное освещение и естественную вентиляцию. Здание высотой в 180 метров получилось экономичным: потребляет вдвое меньше электроэнергии, чем другие постройки такого типа.
В 2004 году проект получил ежегодную престижную премию Джеймса Стирлинга (от Королевского института британских архитекторов), а в 2003 году — ежегодную премию Emporis Skyscraper Award за лучший в мире небоскрёб.
В 2007 году Swiss Reinsurance объявила о продаже здания за 1,18 млрд $ немецкой IVG Immobilien и инвестиционной фирме Evans Randall. Swiss Re не покинуло здание и является теперь его главным арендатором.

## Конструктивные особенности
Небоскрёб не имеет углов, что не позволяет ветровым потокам стекать вниз. Испытания модели небоскрёба в аэродинамической трубе доказали, что строительство существенно улучшит воздух в окружающем районе. Кроме того, естественное движение воздуха вокруг здания создаёт постоянную разницу давлений у разных фасадов, что позволяет вентилировать здание естественным путём таким образом, что 40 % времени системы искусственного кондиционирования могут быть отключены. Для улучшения вентиляции дома над каждым этажом были созданы специальные пробелы, куда заходит воздух.
Диаметр здания у основания составляет 49 метров, затем здание плавно расширяется, достигая максимального диаметра в 57 метров на уровне 17 этажа. Далее конструкция сужается, достигая минимального диаметра в 25 метров.
Здание практически полностью стеклянное, его верхушка закрыта прозрачным куполом.
На последнем этаже дома, под стеклянным куполом, находится бар и смотровая площадка, с которой открывается панорама Лондона на 360°. В доме также работают ресторан и частные столовые, расположенные на 38 и 39 этажах.

## Арендаторы
По состоянию на январь 2015 года помещения здания занимают компании:
- Standard Life
- Regus
- ION Trading
- Kirkland & Ellis
- Hunton & Williams
- Falcon Group
- Swiss Re
- Lab49
- Algotechs
- Webscaparate UK

Кроме этого, в здании расположены магазины и рестораны, такие как газетный киоск The Sterling и Bridge.